# Fronbach (Kamp)
Der Fronbach ist ein rechter Zufluss zum Kamp bei St. Leonhard am Hornerwald in Niederösterreich.
Er entspringt östlich von Jaidhof, aber im Gebiet der Stadt Gföhl, am Osthang der Reisingerhöhe (648 m ü. A.) und fließt nach Norden ab, wo er neben vielen kleinen Zubringern den Röckergraben in der gleichnamigen Ortslage als einzigen bedeutenden Zufluss aufnimmt, bevor er sich im westlichen Gemeindegebiet von St. Leonhard am Hornerwald in den Kamp ergießt. Sein Einzugsgebiet umfasst 16,1 km² in großteils offener Landschaft. Er bildet stellenweise die Gemeindegrenze zwischen den Gemeinden Jaidhof und St. Leonhard am Hornerwald und wird teilweise von Wegen und Straßen begleitet.